# 児山陶
児山 陶（兒山、こやま すえ、1834年（天保5年8月） - 1894年（明治27年）5月19日）は、日本の政治家。衆議院議員（1期）。

## 経歴
和泉国大鳥郡(のち大阪府泉北郡東陶器村→泉ヶ丘町、現・堺市中区)生まれ。和学と漢学を学ぶ。堺県和泉国第三大区副区長、同第二大区二小区副区長、徴兵参事員、所得税調査委員、大鳥郡、和泉郡各書記となる。
1890年の第1回衆議院議員総選挙において大阪8区から無所属で立候補したが落選した。1892年の第2回衆議院議員総選挙で近畿倶楽部から再び立候補して当選した。衆議院議員を1期務め、1894年の第3回衆議院議員総選挙は不出馬。1894年に死去した。